# Lennox Fitzroy Ballah
Lennox Fitzroy Ballah (* 26. August 1929 in Fyzabad; † 29. März 2003 in Cocorite) war ein trinidadischer Jurist und vom 19. April 2002 bis zu seinem Tod Richter am Internationalen Seegerichtshof.
Nach seiner Ausbildung zum Lehrer am Government Teachers' Training College und der University of the West Indies arbeitete Ballah von 1947 bis 1962 als Lehrer in Trinidad und Tobago und Ghana, bevor er 1963 als Dozent an das Commonwealth Institute in London wechselte. Während seines zweijährigen Aufenthalts in England studierte er zudem an der University of London. 1965 trat er in den Dienst des Außenministeriums von Trinidad und Tobago ein und erwarb im selben Jahr den Magistergrad an der New York University. Von 1967 bis 1970 arbeitete Ballah bei der Ständigen Vertretung seines Landes bei den Vereinten Nationen. Von 1989 bis 1997 war er Direktor des Institute of Marine Affairs in Trinidad und Tobago.
Seerechtliche Erfahrung sammelte Ballah als Regierungsvertreter in verschiedenen völkerrechtlichen Streitigkeiten und bei wichtigen Konferenzen. So leitete er die Delegation aus Trinidad und Tobago bei Verhandlungen mit Venezuela und Brasilien über Fischereirechte, nahm an der dritten UN-Seerechtskonferenz teil und war am Aufbau der Internationalen Meeresbodenbehörde beteiligt.
Ballah war sowohl in den USA als auch in Trinidad und Tobago als Anwalt zugelassen und war unter anderem Mitglied der Amerikanischen Gesellschaft für internationales Recht und der International Law Association.

## Publikationen (Auswahl)
- The Caribbean and the emerging Law of the Sea. In: Farrokh Jhabvala (Hrsg.): Maritime issues in the Caribbean : proceedings of a conference held at Florida Internat. Univ., 13 Apr. 1981. University Press of Florida, Miami 1983, ISBN 0-8130-0753-4, S. 62.
- The universality of the 1982 UN Convention on the Law of the Sea : common heritage or common burden?. In: Najeeb M Al-Nauimi/Richard Meese (Hrsg.): International Legal Issues Arising Under the United Nations Decade of International Law: Proceedings of the Qatar International Law Conference '94. Nijhoff, Den Haag 1995, ISBN 978-90-411-0107-5, S. 339.